# Bestwin
Bestwin – wieś w Polsce położona w województwie wielkopolskim, w powiecie krotoszyńskim, w gminie Zduny.
Wieś położona jest 2 km na południe od Baszkowa, przy drodze do Rudy. W Bestwinie znajdują się 52 gospodarstwa, mieszkają tam 263 osoby. Charakterystycznym budynkiem jest Dom Strażaka, w którym znajduje się remiza, świetlica wiejska, przedszkole oraz bar. Do sołectwa należy przysiółek Rochy, leżący między Bestwinem a Zdunami.
W okresie Wielkiego Księstwa Poznańskiego (1815-1848) miejscowość należała do wsi większych w ówczesnym pruskim powiecie Krotoszyn w rejencji poznańskiej. Bestwin należał do okręgu kobylińskiego tego powiatu i stanowił część majątku Baszkowo, którego właścicielem był wówczas Aleksander Mielżyński. Według spisu urzędowego z 1837 roku wieś liczyła 367 mieszkańców, którzy zamieszkiwali 37 dymów (domostw).